# Médaille Bingham
La Médaille Bingham est une récompense décernée annuellement pour des contributions importantes dans le domaine de la rhéologie. Elle a été instituée en 1948 par la Society of Rheology, en souvenir d’Eugene C. Bingham (1878-1945) et de ses travaux pionniers sur la viscosité des peintures.

## Liste des lauréats
- 1948 Melvin Mooney
- 1949 Henry Eyring
- 1950 W. F. Fair, Jr.
- 1951 Percy Williams Bridgman
- 1952 A. Nadaï
- 1953 J. D. Ferry
- 1954 T. Alfrey
- 1955 H. Leaderman
- 1956 A. V. Tobolsky
- 1957 Clarence Zener
- 1958 Ronald Rivlin
- 1959 Egon Orowan
- 1960 B. Zimm
- 1961 W. R. Willets
- 1962 W. Philippoff
- 1963 C. A. Truesdell
- 1964 J. M. Burgers
- 1965 Eugene Guth
- 1966 P. E. Rouse
- 1967 H. Markovitz
- 1968 J. L. Ericksen
- 1969 S. G. Mason
- 1970 Anton Peterlin
- 1971 A. S. Lodge
- 1972 R. Stein
- 1973 R. Simha
- 1974 R. B. Bird
- 1975 A. N. Gent
- 1976 L. E. Nielsen
- 1977 A. B. Metzner
- 1978 T. L. Smith
- 1979 W. W. Graessley
- 1980 H. Brenner
- 1981 J. L. White
- 1982 E. B. Bagley
- 1983 F. R. Eirich
- 1984 B. D. Coleman
- 1985 R. S. Porter
- 1986 M. M. Denn
- 1987 C. F. Curtiss
- 1988 W. R. Schowalter
- 1989 I. M. Krieger
- 1990 G. C. Berry
- 1991 L. J. Zapas
- 1992 K. F. Wissbrun
- 1993 D. D. Joseph
- 1994 A. Acrivos
- 1995 D. J. Plazek
- 1996 H. H. Winter
- 1997 G. G. Fuller
- 1998 J. M. Dealy
- 1999 W. B. Russel
- 2000 L. G. Leal
- 2001 M. Doi
- 2002 R. G. Larson
- 2003 G. Marrucci
- 2004 C. Macosko
- 2005 J. Mewis
- 2006 R. C. Armstrong
- 2007 J. F. Brady
- 2008 H. C. Öttinger
- 2009 G. B. McKenna
- 2010 T. C. B. McLeish
- 2011 Eric S. G. Shaqfeh, Université de Stanford
- 2012 Ralph H. Colby, Université de Penn State
- 2013 Gareth H. McKinley, MIT
- 2014 Norman J. Wagner, Université du Delaware
- 2015 Hiroshi Watanabe, Université de Kyoto
- 2016 Michael Cates, Université de Cambridge
- 2017 Julia A. Kornfield, CalTech
- 2018 Michael Rubinstein, Duke University
- 2019 Dimitris Vlassopoulos, Université de Crète et IESL-FORTH
- 2020 Ole Hassager, Université technique du Danemark
- 2021 Jan Vermant, EPF Zurich
- 2022 Wilson Poon, Université d'Edimbourg
- 2023 Jeffrey F. Morris, City College of New York